# Nectriaceae
Nectriaceae is een familie uit de orde Halosphaeriales van de ascomyceten. Het typegeslacht is Nectria.

## Kenmerken
Ze vormen kleine bolvormige perithecia met vliezige peridia als vruchtlichamen. Ze zijn meestal oranjerood tot violet gekleurd, met kaliumhydroxide of melkzuur veranderen ze van kleur. De opening van het perithecium (ostiolum) wordt bedekt door periphysen. De buizen zijn cilindrisch en dunwandig, en vaak met een kleine apicale ring. De ascosporen zijn meestal dwars gesepteerd, kleurloos tot geel of lichtbruin, soms geornamenteerd. De secundaire vrucht vormt talloze hyfen, is hyaliene of licht gekleurd, de conidia zijn zeer variabel van vorm, maar vaak gebogen en kunnen gevormd worden in speciale structuren, zogenaamde sporodochia of synemmata.

## Ecologie en verspreiding
Ze leven meestal saprobiotisch of parasitair op divers plantaardig materiaal, maar kunnen ook uit de grond worden geïsoleerd. Onder hen zijn belangrijke plantenplagen die verschillende ziekten kunnen veroorzaken, zoals Fusarium-verwelking. De familie heeft een kosmopolitische spreiding.

## Taxonomie
De Nectriaceae bevatten oorspronkelijk alle Pyrenomycetes, dat wil zeggen die schimmels die perithecia vormen als vruchtlichamen. Pas in 1999 werden de Bionectriaceae als een aparte familie samengevoegd vanwege hun deels mycofage levensstijl, dat wil zeggen hun manier van leven die zich voedt met andere schimmels, en ook vanwege hun moleculair biologische kenmerken.

## Genera
Tot deze familie behoren de geslachten:
- Albonectria – Allonectella – Aphanocladium – Aquanectria – Atractium – Baipadisphaeria – Bisifusarium – Calonectria – Calostilbe – Campylocarpon – Cephalodiplosporium – Chaetonectrioides – Chaetopsina – Ciliciopodium – Cinnamomeonectria – Coccinonectria – Corallomyces – Corallomycetella – Corallonectria – Corinectria – Cosmospora – Cosmosporella – Curvicladiella – Cyanochyta – Cyanonectria – Cyanophomella – Cylindrocladiella – Cylindrodendrum – Cylindromonium – Dacryoma – Dactylobotrys – Dactylonectria – Dematiocladium – Fusarium – Fusicolla – Gliocephalotrichum – Gliocladiopsis – Hydropisphaera - Ilyonectria – Longinectria – Macroconia – Macronectria – Mariannaea – Microcera – Murinectria – Myxocephala – Nalanthamala – Nectria – Neothyronectria – Neocosmospora – Neonectria – Ophionectria – Pandanaceomyces – Paracremonium – Penicillifer – Persiciospora – Peziotrichum – Phialoseptomonium – Pleiocarpon – Pleogibberella – Pleurocolla – Pseudoachroiostachy – Pseudocosmospora – Pseudofusicolla – Pseudonectria – Rectifusarium – Rugonectria – Sarcopodium – Stylonectria – Thelonectria – Tumenectria – Thyronectria – Varicosporella – Varicosporellopsis – Volutella – Volutina – Xenoacremonium – Xenocylindrocladium – Xenogliocladiopsis – Xenoleptographium – Xenonectriella